# Noir (álbum de Blue Sky Black Death)
Noir (estilizado como NOIR) es el tercer álbum de estudio del dúo estadounidense de producción de hip hop Blue Sky Black Death. Fue lanzado por Fake Four Inc. en 2011.

## Lanzamiento
Noir se lanzó originalmente bajo el sello Fake Four Inc. el 26 de abril de 2011. Se lanzaron versiones desechadas de varias de las pistas en Bandcamp de Blue Sky Black Death, como Noir + Violet.ref>«Noir + Violet | Blue Sky Black Death». Bandcamp. Consultado el 19 de septiembre de 2020.</ref> Más tarde, el grupo también lanzó una reedición digital de lujo del álbum, titulada Noir Dlxe, que incluye las versiones atornilladas, cuatro pistas alternativas del lanzamiento original de Noir y tres pistas más, para un total de 29 pistas con una duración de más de 2 horas.
En 2013, se realizó una edición limitada de dos discos en vinilo, con la lista de canciones original, dos alternativas, así como una canción inédita, "Thirteen", que no aparece en el lanzamiento digital de lujo. También cuenta con una nueva portada del álbum. Le siguió una reedición posterior en 2014. En marzo de 2021 se anunció una reedición en vinilo de 10 años.

## Lista de canciones
| Noir (Edición original) |                                      |          |  |
| N.º                     | Título                               | Duración |  |
| 1.                      | «Our Hearts of Ruin»                 | 5:32     |  |
| 2.                      | «Sleeping Children Are Still Flying» | 6:00     |  |
| 3.                      | «And Stars, Ringed»                  | 5:10     |  |
| 4.                      | «To the Ends of the Earth»           | 3:54     |  |
| 5.                      | «Farewell to the Former World»       | 5:34     |  |
| 6.                      | «Falling Short»                      | 1:46     |  |
| 7.                      | «Gold In Gold Out»                   | 5:20     |  |
| 8.                      | «Where Do We Go»                     | 4:37     |  |
| 9.                      | «In the Quiet Absence of God»        | 2:05     |  |
| 10.                     | «Where the Sun Beats»                | 4:45     |  |
| 11.                     | «Starry»                             | 4:39     |  |
| 12.                     | «Fire for Light»                     | 3:53     |  |
| 13.                     | «Swords from Driftwood»              | 2:46     |  |
| 14.                     | «Sky with Hand»                      | 6:40     |  |

| Noir + Violet (Edición digital) |                                                   |          |  |
| N.º                             | Título                                            | Duración |  |
| 1.                              | «Our Hearts of Ruin (Screwed Up)»                 | 6:59     |  |
| 2.                              | «Sleeping Children Are Still Flying (Screwed Up)» | 7:35     |  |
| 3.                              | «And Stars, Ringed (Screwed Up)»                  | 6:32     |  |
| 4.                              | «Farewell to the Former World (Screwed Up)»       | 7:01     |  |
| 5.                              | «Gold In, Gold Out (Screwed Up)»                  | 6:44     |  |
| 6.                              | «Where the Sun Beats (Screwed Up)»                | 6:00     |  |
| 7.                              | «Swords from Driftwood (Screwed Up)»              | 3:30     |  |
| 8.                              | «Sky with Hand (Screwed Up)»                      | 8:25     |  |

| Noir Dlxe (Edición digital) |                                                   |          |  |
| N.º                         | Título                                            | Duración |  |
| 1.                          | «Our Hearts of Ruin»                              | 5:32     |  |
| 2.                          | «Sleeping Children Are Still Flying»              | 6:00     |  |
| 3.                          | «And Stars, Ringed»                               | 5:10     |  |
| 4.                          | «To the Ends of the Earth»                        | 3:54     |  |
| 5.                          | «Farewell to the Former World»                    | 5:34     |  |
| 6.                          | «Falling Short»                                   | 1:46     |  |
| 7.                          | «Gold In Gold Out»                                | 5:20     |  |
| 8.                          | «Where Do We Go»                                  | 4:37     |  |
| 9.                          | «In the Quiet Absence of God»                     | 2:05     |  |
| 10.                         | «Where the Sun Beats»                             | 4:45     |  |
| 11.                         | «Starry»                                          | 4:39     |  |
| 12.                         | «Fire for Light»                                  | 3:53     |  |
| 13.                         | «Swords from Driftwood»                           | 2:46     |  |
| 14.                         | «Sky with Hand»                                   | 6:40     |  |
| 15.                         | «Sleeping Children Are Still Flying (Alternate)»  | 3:50     |  |
| 16.                         | «Gold In Gold Out (Alternate)»                    | 5:17     |  |
| 17.                         | «Our Hearts of Ruin (Alternate)»                  | 4:00     |  |
| 18.                         | «And Stars, Ringed (Alternate)»                   | 1:16     |  |
| 19.                         | «Our Hearts of Ruin (Screwed Up)»                 | 6:59     |  |
| 20.                         | «Sleeping Children Are Still Flying (Screwed Up)» | 7:35     |  |
| 21.                         | «And Stars, Ringed (Screwed Up)»                  | 6:32     |  |
| 22.                         | «Farewell to the Former World (Screwed Up)»       | 7:01     |  |
| 23.                         | «Gold In, Gold Out (Screwed Up)»                  | 6:44     |  |
| 24.                         | «Where the Sun Beats (Screwed Up)»                | 6:00     |  |
| 25.                         | «Swords from Driftwood (Screwed Up)»              | 3:30     |  |
| 26.                         | «Sky with Hand (Screwed Up)»                      | 8:25     |  |
| 27.                         | «Small Moment»                                    | 3:59     |  |
| 28.                         | «To Hold and Hope»                                | 3:58     |  |
| 29.                         | «Waters Clear as Heave»                           | 2:17     |  |

| Noir (Reedición en vinilo) |                                                  |          |  |
| N.º                        | Título                                           | Duración |  |
| 1.                         | «Our Hearts of Ruin»                             | 5:32     |  |
| 2.                         | «Sleeping Children Are Still Flying»             | 6:00     |  |
| 3.                         | «And Stars, Ringed»                              | 5:10     |  |
| 4.                         | «To the Ends of the Earth»                       | 3:54     |  |
| 5.                         | «Farewell to the Former World»                   | 5:34     |  |
| 6.                         | «Falling Short»                                  | 1:46     |  |
| 7.                         | «Gold In Gold Out»                               | 5:20     |  |
| 8.                         | «Where Do We Go»                                 | 4:37     |  |
| 9.                         | «In the Quiet Absence of God»                    | 2:05     |  |
| 10.                        | «Where the Sun Beats»                            | 4:45     |  |
| 11.                        | «Starry»                                         | 4:39     |  |
| 12.                        | «Fire for Light»                                 | 3:53     |  |
| 13.                        | «Swords from Driftwood»                          | 2:46     |  |
| 14.                        | «Sky with Hand»                                  | 6:40     |  |
| 15.                        | «Thirteen»                                       | 13:00    |  |
| 16.                        | «To Hold and Hope»                               | 3:58     |  |
| 17.                        | «Sleeping Children Are Still Flying (Alternate)» | 3:50     |  |
| 18.                        | «Gold In Gold Out (Alternate)»                   | 5:17     |  |